# Campagna d'Italia (1805)
La campagna d'Italia del 1805 fu uno scontro che vide contrapposta la Grande Armata francese di Napoleone, al comando del maresciallo Andrea Massena, e l'esercito austriaco comandato dall'arciduca Carlo. 
Fu uno dei teatri bellici secondari delle guerre della Terza coalizione, svoltasi in parallelo con la Campagna di Germania. 
Il primo scontro della campagna d'Italia fu a Verona nell'ottobre del 1805 e proseguì con una serie di battaglie minori, principalmente gestite dagli austriaci sulla difensiva.

## Contesto

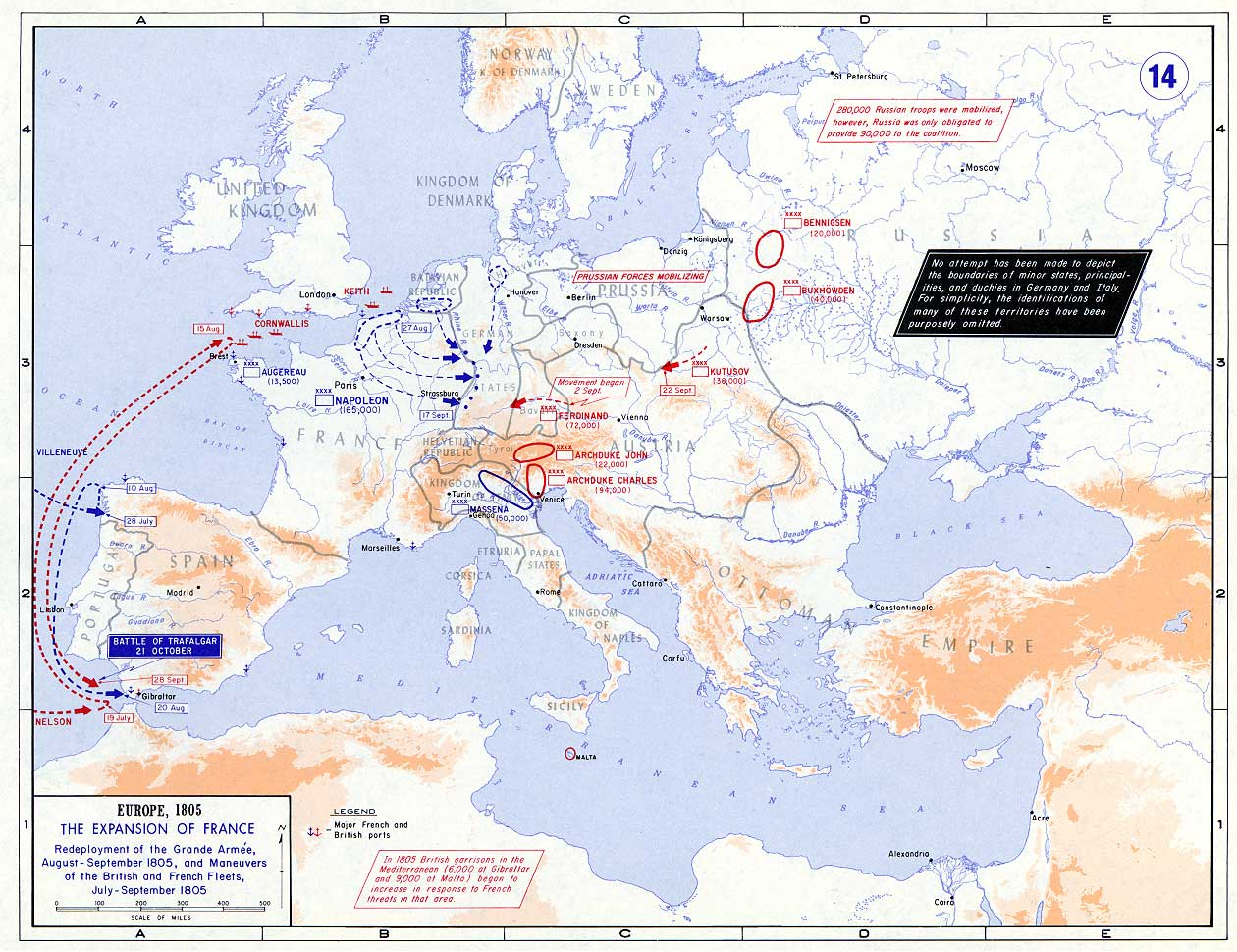
La situazione in Europa all'inizio della campagna del 1805.

Dopo la firma nell'aprile del 1805 del Trattato di San Pietroburgo tra la Russia ed il Regno Unito, l'Austria aderì alla Terza coalizione diretta contro l'Impero francese dall'agosto di quello stesso anno. Il piano delle armate coalizzate prevedeva che forze anglo-russe attaccassero l'Hannover, un'offensiva austriaca avrebbe colpito in Germania meridionale ed in Italia, ed ancora gli austriaci avrebbero agito sull'Adige, combinando un'offensiva anglo-russa nel Regno di Napoli che aveva violato la sua promessa di neutralità. L'armata francese in Italia si trovò dunque a combattere su due fronti.
L'armata austriaca era comandata dall'arciduca Carlo d'Asburgo-Teschen, il miglior stratega al servizio degli Asburgo. Egli disponeva in tutto di 62 000 soldati, oltre a 4000 uomini provenienti dalla guarnigione di Venezia e delle forze di stanza nella contea del Tirolo per altri 21 000 uomini. L'arciduca aveva già battuto diverse volte il maresciallo Jean-Baptiste Jourdan e pertanto Napoleone I decise di rimpiazzarlo alla testa dell'armata francese in Italia col maresciallo Andrea Massena, eccellente conoscitore del teatro delle operazioni. Fu lui a giungere a Milano il 7 settembre 1805, disponendo in tutto 35 000 uomini provenienti dalla Francia oltre a 11 000 soldati provenienti dalle differenti guarnigioni dell'Italia del nord.
Le due armate si trovarono separate tra loro dall'Adige che costituiva la linea di demarcazione tra le due zone d'Italia occupate dal 1801 dalle rispettive parti belligeranti.

## Svolgimento

### L'attraversamento dell'Adige
A metà di ottobre, Massena, messo al corrente dei primi successi dell'esercito francese in Germania, decise di forzare il passaggio dell'Adige a Verona. Il ponte che si trovava al centro della città, congiungeva la riva destra sotto il governo francese col sobborgo di Véronette, situato sulla riva sinistra in territorio austriaco. Il ponte venne poi minacciato dai cannoni di Castelvecchio, fatto che concesse ai francesi un netto vantaggio nello scontro.
Il 18 ottobre, la divisione del generale Verdier effettuò un diversivo e tentò di attraversare l'Adige più a sud. L'arciduca Carlo si portò quindi in quella posizione, fatto che permise a Massena dopo due ore di combattimenti e malgrado la controffensiva messa in atto dal corpo d'armata di Wukassovitch, di raggiungere Véronette dove i francesi stabilirono una testa di ponte.
Le perdite austriache furono notevoli, con quasi 1600 uomini morti in combattimento, oltre a 850 prigionieri. I francesi contarono in tutto 150 morti e 300 feriti oltre ad impadronirsi di preziose risorse del nemico.
L'arciduca Carlo si ritirò verso il villaggio di Caldiero nella speranza di rimontare sui francesi.

### Battaglia di Caldiero
Il 28 ottobre, la notizia della capitolazione di Ulma pervenne ai generali a capo delle due armate in Italia. L'arciduca Carlo decise quindi di portarsi verso Vienna per rinforzare l'armata di Germania infliggendo una sonora sconfitta a Massena per rafforzare la posizione dell'impero. Per parte sua, il generale francese decise di attaccare gli austriaci per inficiare la ritirata del nemico.
Il 29 ottobre, quando la divisione del generale Seras raggiunse l'Adige sopra Verona, la divisione del generale Verdier attraversò il fiume più a valle, inseguendo gli austriaci sino a Villanova.
Dal 30 ottobre al 31, Massena attaccò frontalmente Caldiero, ma venne respinto dal momento che il generale Davidovitch lanciò un contrattacco all'estrema sinistra per minacciare la divisione Verdier.

### La ritirata austriaca
Il 31 ottobre, l'arciduca Carlo diede l'ordine di far preparare i bagagli alle sue truppe in previsione della ritirata verso l'Austria. L'armata austriaca lasciò il campo di Caldiero nella notte tra il 31 ottobre ed il 1 novembre di quell'anno. Per impegnare l'armata francese e consentire migliori operazioni di spostamento, il comandante austriaco diede ordine a due dei suoi generali di lanciare degli attacchi ai francesi. Il generale austriaco Nicolas-Charles de Vincent riuscì a ritirarsi senza danni eccessivi, ma il generale Hillinger avanzò imprudentemente in direzione di Véronette e qui, assalito dalla divisione Verdier coi generali Partouneaux e Mermet, dovette capitolare a San Leonardo il 2 novembre.
L'esercito austriaco ripiegò verso Venezia e verso Vienna e combatté diverse volte: a Vicenza il 3 novembre, San Pietro in Gu il 4 novembre e sul Brenta il 5 novembre. Mentre le truppe di Napoleone si avvicinavano sempre più a Vienna nella speranza di conquistare la capitale degli Asburgo, l'arciduca Carlo decise di ripiegare in Ungheria, inseguito da Massena che lasciò il corpo d'armata di Gouvion-Saint-Cyr ad Ancona per imporre il blocco navale a Venezia.
Dopo aver oltrepassato il Piave, l'armata francese d'Italia ritrovò gli austriaci sul Tagliamento. L'arciduca Carlo decise quindi di dare battaglia ai francesi grazie all'appoggio della sua retroguardia comandata dal generale Frimont. La battaglia del Tagliamento, che si svolse il 12 novembre, fu una vittoria per gli austriaci che riuscirono così a ottenere un giorno di vantaggio rispetto al nemico, marciando verso Lubiana. Quattro giorni più tardi, nella battaglia di Gorizia, il generale austriaco Vincent sbarrò vittoriosamente il passaggio dell'Isonzo ai francesi. Gli austriaci ripiegarono quindi verso Marburg.
Massena nel frattempo si congiunse alle forze del maresciallo Ney provenienti dal Tirolo e col corpo del maresciallo Marmont proveniente dall'Illiria, scontrandosi poi nella piana di Bassano del Grappa che capitolò il 24 novembre.
L'8 dicembre, la notizia della battaglia di Austerlitz e della firma dell'armistizio raggiunse le due armate.